# Thủy điện La Trọng
Thủy điện La Trọng là thủy điện xây dựng trên dòng sông Gianh tại vùng đất xã Trọng Hóa, huyện Minh Hóa tỉnh Quảng Bình, Việt Nam.
Thủy điện La Trọng có công suất lắp máy 18 MW với 2 tổ máy, sản lượng điện hàng năm 60 triệu KWh, khởi công tháng 05/2007, dự kiến hoàn thành tháng 12/2009 . Tuy nhiên "Chương trình phát triển hạ tầng kinh tế - xã hội tỉnh Quảng Bình giai đoạn 2011-2015" ban hành tháng 7/2011 vẫn nêu "Thực hiện dự án thủy điện La Trọng"  và không rõ ngày hoàn thành. 
Đến tháng 5/2019 thủy điện đang được "đẩy nhanh tiến độ thi công".